# Al Schwimmer
Pour les articles homonymes, voir Schwimmer.
Al Schwimmer, né Adolph William Schwimmer  (10 juin 1917 – 10 juin 2011) est un ingénieur aéronautique israélien, d'origine américaine.

## Biographie
Il est né à New York en 1917, ses parents, juifs d’Europe de l’Est, ayant émigré aux États-Unis. Il n’a jamais voulu utiliser son prénom Adolf, et préféra son diminutif « Al ».
Il commença sa carrière auprès de Lockheed en tant d’ingénieur aéronautique. Il passa également sa licence de pilote. Pendant la Seconde Guerre mondiale il travailla pour TWA, et fut consultant pour US Air Transport Command.
Au déclenchement de la Guerre israélo-arabe de 1948-1949, Al Schwimmer utilisa son expérience acquise pendant la Seconde Guerre mondiale, et chez TWA pour fournir en contrebande les premiers avions à l’armée israélienne. Afin d’arriver à ses fins et pour contourner l’embargo alors en place, il créa plusieurs sociétés fictives au Panama. En utilisant des voies détournées, il a également recruté des pilotes et des équipages afin de faire parvenir ces avions à Israël. Beaucoup de ces hommes sont devenus le noyau de l'armée de l'air israélienne.
En 1949, Schwimmer retourna aux États-Unis, et fut poursuivi en justice en 1950 pour ne pas avoir, en tant que citoyen américain, respecté la neutralité des États-Unis (en violating the US Neutrality Acts) en fournissant en contrebande les premiers avions d’Israël. Il fut déchu de son droit de vote et sa pension d’ancien combattant fut suspendue, mais il ne fut pas condamné à de la prison. Le président Bill Clinton le gracia en 2000, ce pardon intervenant sans aucune demande de Schwimmer.
Dans les années 1950, il était à la tête d’une compagnie de maintenance aéronautique à Burbank, Californie et fut approché par David Ben Gourion, alors premier ministre israélien. Le premier ministre lui demanda de venir s’installer en Israël et de créer une société de construction aéronautique. Al Schwimmer accepta et créa la Bedek Aviation dont il fut le premier dirigeant et membre fondateur. Bedek Aviation deviendra plus tard Israel Aircraft Industries. Il resta à la tête de cette société pendant plus de vingt ans, mais quitta IAI à la suite de divergences avec Moshe Dayan et Ezer Weizman alors ministre de la Défense.
Il devient alors le conseiller spécial de Shimon Peres, premier ministre de l’époque, avec lequel il lia une profonde amitié. Pendant cette période il reçut un salaire symbolique d'un shekel par an.
Il fut également le fondateur du conseil local Savyon, mais partit s’installer plus tard à Tel-Aviv.
Il reçut en 2006 le prix Israël.
Il mourut à Ramat Gan le jour de son anniversaire le 10 juin 2011 à l’âge de 94 ans.